# Ernst von Braun (Politiker)
Edler Carl Johann Heinrich Ernst von Braun (* 29. Februar 1788 in Nürnberg; † 11. August 1863 in Altenburg) war ein deutscher Verwaltungsbeamter und Minister im Herzogtum Sachsen-Altenburg.

## Leben
Carl Johann Heinrich Ernst Edler von Braun war ein Sohn von Georg Ernst Friedrich Edler von Braun. Als Geheimer Rat und Kreisgesandter stand er in Löwenstein-Wertheimischen Diensten. Am 31. März 1808 wurde er mit seinen Söhnen von Maximilian I. Joseph (Bayern) in den bayrischen Adelsstand erhoben. Ein Bruder von Ernst war Friedrich Edler von Braun (1790–1875).
Ernst besuchte das Melanchthon-Gymnasium Nürnberg. Am 26. Oktober 1806 immatrikulierte er sich an der Universität Erlangen für Rechtswissenschaft. Am 23. März 1808 wurde er im Corps Onoldia recipiert. Michaelis 1808 wechselte er an die Eberhard Karls Universität Tübingen. Die Hohenlohe ernannten ihn 1814 in Ohrdruf zum Hofrat. Im Herzogtum Sachsen-Altenburg wurde er Wirklicher Geheimer Rat und Minister mit dem Prädikat  Exzellenz.